# 축구 감독
축구에서 감독(監督)은 팀의 계획을 짜고 이에 관해 여러 문제를 조절하는 역할을 한다. 감독은 여러 축구 코치들의 도움을 받으며 활동한다. 유명한 축구 감독으로는 거스 히딩크, 셰놀 귀네슈, 요아힘 뢰프, 로이 호지슨, 디디에 데샹, 아르센 벵거 등이 있다. 감독으로서 첫 경력인 아르헨티나 축구 국가대표팀으로 2022년 FIFA 월드컵을 우승시킨 리오넬 스칼로니 역시 당대의 명장으로 꼽습니다. 축구계에서 감독은 가장 정치 즉 국가로 비유하면 정치인과 비슷하다 볼 수 있다. 이유는 축구계에서 가장 높은 직함이기 때문이다.
축구감독의 영향력이 가장 큰 두 개의 팀을 꼽자면 2002 FIFA 월드컵 당시의 대한민국 축구 국가대표팀과 2018년 FIFA 월드컵 당시의 이탈리아 축구 국가대표팀을 꼽을 수 있는데 대한민국 축구 국가대표팀은 명장 거스 히딩크감독의 지휘로 인해 포르투갈 축구 국가대표팀, 이탈리아 축구 국가대표팀, 스페인 축구 국가대표팀 등 기라성같은 팀들을 제치고 4강에 올라간 반면 이탈리아 축구 국가대표팀은 최악의 축구감독인 잔 피에로 벤투라의 지휘로 인해 지역예선부터 스웨덴 축구 국가대표팀에게 패해 FIFA 월드컵 우승 4회에 빛나는 이탈리아가 지역예선 탈락하는, 경천동지할 일을 야기시켰다.

## 같이 보기
- 스포츠 감독